# Karamaradi, Madhugiri
Karamaradi là một làng thuộc tehsil Madhugiri, huyện Tumkur, bang Karnataka, Ấn Độ.